# Jan Böhmermann

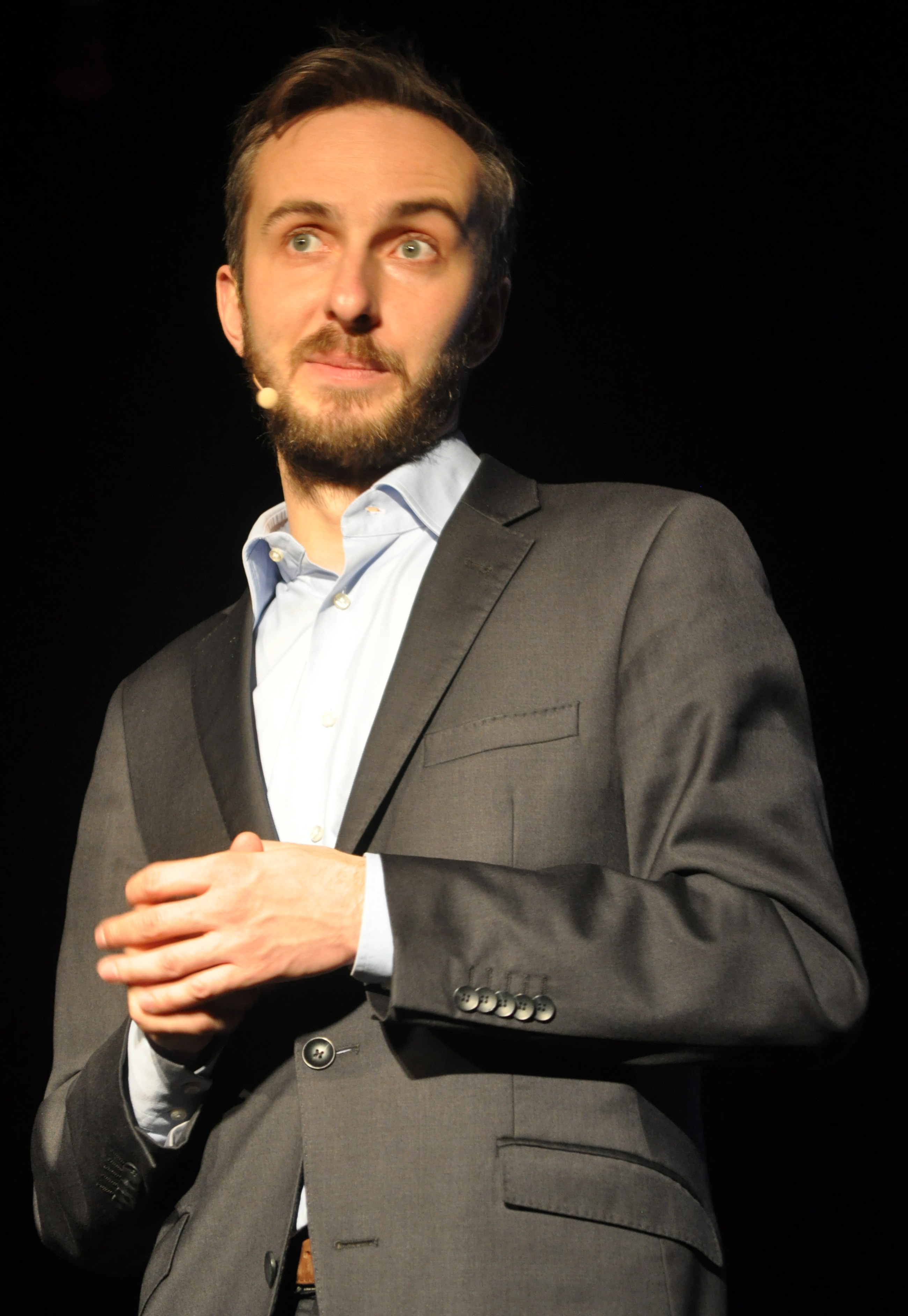
Jan Böhmermann in Rostock in 2014

Jan Böhmermann (Bremen, 23 februari 1981) is een Duits komiek en presentator. Hij is tevens actief als schrijver en producent.

## Loopbaan
Böhmermann begon in 1997 als columnist bij Die Norddeutsche en ging presenteren bij Radio Bremen. Hij begon aan meerdere studies aan de Universiteit van Keulen maar maakte er geen af. In 2004 kwam hij als komiek bij de WDR en hij ging bij de zender 1 Live presenteren. Daar maakte hij in 2005 naam met een parodiereeks op voetballer Lukas Podolski genaamd Lukas’ Tagebuch. De reeks, die jaren liep, leidde tot meerdere gerechtelijke procedures van de voetballer tegen Böhmermann en diens werkgever. In 2007 liep op de televisiezender WDR de improvisatie-journalistieke-komedieshow echt Böhmermann.
In 2009 was hij overgestapt naar RTL Television en maakte hij samen met Pierre M. Krause en Caroline Korneli deel uit van het team van het satirische programma TV-Helden dat voor ophef zorgde met de Ersten Türkischen Karnevalsverein Deutschlands (1. TKVD), de eerste Turkse carnavalsvereniging in Duitsland. In Dortmund werd hierna een echte Turkse carnavalsvereniging gestart. Het programma kreeg in 2009 de Deutscher Fernsehpreis in de categorie komedie. Datzelfde jaar verscheen zijn eerste boek Alles, alles über Deutschland – Halbwissen kompakt.
In 2010 ging hij op de radio voor de ARD werken en was hij columnist bij de Süddeutsche Zeitung. Ook bleef hij actief voor 1 Live. In 2011 deed hij met Klaas Heufer-Umlauf een theatertour Zwei alte Hasen erzählen von früher en beiden hadden daarna tot september 2012 onder dezelfde titel een radioshow op Radio Eins. Hierna ging hij verder met singer-songwriter Olli Schulz met wie hij meerdere shows deed. Böhmermann deed vanaf 2011 de komische afsluiting van de late-night-show Die Harald Schmidt Show op Sat.1.
Met Heufer-Umlauf maakte Böhmermann een tweetal hoorspelen. Sinds oktober 2013 produceert hij de late-night-show Neo Magazin op ZDFneo. Voor de ZDF maakte hij sinds 2012 samen met Charlotte Roche ook de talkshow Roche & Böhmermann. Vanaf 2016 ging deze verder met Olli Schultz als Schulz & Böhmermann.
In september 2021 bracht Böhmermann in ZDF Magazin Royale op satirische wijze aan het licht hoe Duitse politici proberen artikelen in Wikipedia aan te (laten) passen.